# Communauté d'agglomération Hérault Méditerranée
La Communauté d'agglomération Hérault Méditerranée es una estructura intermunicipal francesa, situada en el departamento de Hérault y la región Occitania.

## Composición
La Communauté d'agglomération Hérault Méditerranée se compone de 20 municipios:
1. Saint-Thibéry
2. Adissan
3. Agde
4. Aumes
5. Bessan
6. Castelnau-de-Guers
7. Caux
8. Cazouls-d'Hérault
9. Florensac
10. Lézignan-la-Cèbe
11. Montagnac
12. Nézignan-l'Évêque
13. Nizas
14. Pézenas
15. Pinet
16. Pomérols
17. Portiragnes
18. Saint-Pons-de-Mauchiens
19. Tourbes
20. Vias